# Parabaseester
Parabaseester oder 2-[(4-Aminophenyl)sulfonyl]ethylhydrogensulfat (IUPAC) ist ein industrielles Zwischenprodukt zur Synthese von organischen, wasserlöslichen Reaktivfarbstoffen. Das Anilin-Derivat enthält mit dem Sulfonylethylhydrogensulfat-Substituenten eine funktionelle Gruppe, die unter alkalischen Färbebedingungen Schwefelsäure abspaltet. Die dadurch gebildete reaktionsfähige Vinylsulfongruppe (VS-Gruppe) geht mit den funktionellen Gruppen der Cellulosefasern eine kovalente Bindung ein. Parabaseester ist das mengenmäßig bedeutendste Zwischenprodukt für Reaktivfarbstoffe mit diesem Reaktionsprinzip (Vinylsulfonfarbstoffe, bzw. VS-Farbstoffe).

## Herstellung
Ausgehend von Anilin ist Parabaseester (6) in einer fünfstufigen Synthese zugänglich:
Zum Schutz der Aminogruppe wird zunächst Anilin (1) mit Acetanhydrid in das Acetanilid (2) überführt. Anschließend wird durch eine Chlorsulfonierung mit Chlorschwefelsäure und Thionylchlorid eine Chlorsufonylgruppe eingeführt (3). Durch Reduktion mit Natriumsulfit erhält man das p-Acetanilidsulfinat (4). Im nächsten Schritt wird durch eine Ethoxylierung das Sulfinat in 2-[(4-Aminophenyl)sulfonyl]ethanol (5) (N-Acetyl-Parabase) überführt. Dann wird mit Schwefelsäure verestert, wobei gleichzeitig die Acetyl-Schutzgruppe abgespalten wird.
Bei einem alternativen Syntheseverfahren wird 4-Chlornitrobenzol (1) mit Mercaptoethanol (2) und Natriumhydroxid zu einem Thioether (3) umgesetzt, der anschließend mit Wasserstoffperoxid in Gegenwart von Natriumwolframat zu 2-[(4-Nitrophenyl)sulfonyl]ethanol (4) oxidiert wird. Anschließend wird die Nitrogruppe katalytisch zur Aminogruppe hydriert und das 2-[(4-Aminophenyl)sulfonyl]ethanol (5) wird im letzten Schritt mit Schwefelsäure zur Zielverbindung (6) verestert.

## Verwendung
Parabaseester wird als Diazokomponente bei der Herstellung verschiedener Azofarbstoffe eingesetzt. Bei dem weltweit mengenmäßig größten Reaktivfarbstoff C.I. Reactive Black 5 erfolgt dabei die Umsetzung mit der Kupplungskomponente H-Säure. 
Ein weiteres Beispiel ist die Herstellung des Reaktivfarbstoffs Reactive Orange 107 (4) durch Diazotierung von Parabaseester (2) und Kupplung mit 4-Acetamido-2-aminobenzolsulfonsäure (3):
Als aromatisches Amin reagiert Parabaseester mit Halogentriazin-Derivaten (Cyanurchlorid oder Cyanurfluorid, bzw. den entsprechenden Dichlor- oder Difluor-Verbindungen) unter Substitution des Halogens. So erhält man beispielsweise durch Umsetzung von Parabaseester (1) mit dem Dichlortriazinylfarbstoff C.I. Reactive Red 1 (2), den bifunktionellen Reaktivfarbstoff Reactive Red 227 (3):